# The Virgin
The Virgin – indonezyjski duet, w skład którego wchodzą Mita i Dara. Zespół powstał pod koniec 2008 pod kierownictwem Ahmada Dhaniego. Ich pierwszy singel zatytułowany „Cinta Terlarang” został wydany w 2009.

## Historia

### Przed debiutem
Grupa The Virgin powstała z pomysłu frontmana zespołu Dewa 19, Ahmada Dhaniego. Wszystko zaczęło się od piosenki „Cinta Terlarang” skomponowanej przez Camerię Happy Pramitę, jedną z gitarzystek grupy T.R.I.A.D, którą to Dhani przypadkowo usłyszał w czerwcu 2008. Był on zainteresowany zarówno nią samą, jak i jej utworem. Wpadł na pomysł, aby nagrać ją w duecie.
Dhani, jako jeden z jurorów konkursu talentów Mamamia Show, był pod wrażeniem Dary Rizki Ruhiany, jednej z uczestniczek z Tasikmalaya. W rozmowie z Darą obiecał zabrać ją do studia nagraniowego, jeśli niepowiedzie jej się w Mamamia. Dara ostatecznie odpadła w walce o wielką ósemkę. Dhani dotrzymał obietnicy i przedstawił Darę Micie.
Wreszcie pod koniec 2008 Dara i Mita oficjalnie utworzyły duet The Virgin, a ich oficjalny fanklub otrzymał nazwę Virginity.

### Od 2009
Debiut Yes I Am!, Positive Negative, The Best Of The Virgin One Decade. Na początku 2009 The Virgin wydały swój debiutancki singel zatytułowany „Cinta Terlarang”, który został stworzony przez samą Mitę. Ich pierwszy singiel został ciepło przyjęty przez indonezyjskich fanów i natychmiast umieścił duet w gronie popularnych zespołów muzycznych.
W 2009 The Virgin wraz z kilkoma nowymi zespołami wydali album kompilacyjny zatytułowany New Beginning 09, który zawierał singiel „Cinta Terlarang”. Dzięki temu pierwszemu singlowi The Virgin wygrały 2 z 3 nominacji do nagród Inbox Awards, a mianowicie jako „Najbardziej wyszukiwany debiutant” i „Najdłużej utrzymujący się teledysk na 1. miejscu”. Następnie duet odbył swoją pierwszą trasę koncertową w 16 miastach na Jawie i Sumatrze. The Virgin wydały swój pierwszy album 23 czerwca 2011, zatytułowany został Yes I Am!. Od 2009 do 2013 The Virgin były popularnym żeńskim duetem muzycznym. W 2014 wydały swój drugi album Positive Negative, zawierający bardziej rockowy motyw. Poprzez ten album The Virgin chce pozbyć się łagodnego wizerunku, który jest im przypisywany począwszy od wydania debiutanckiego albumu. Jednak od 2015 ich popularność słabła, a duet rzadko pojawiał się na małym ekranie, zwłaszcza po tym, kiedy Dara rozpoczęła karierę solową w 2016. Mita w 2017 postanowiła utworzyć duet Black Champagne z DJ Citrą, uznany przez Mitę jedynie za poboczny projekt. Tak jak w przypadku Dary, która to śpiewała teraz solo. W 2018 r. Dara przyznała w wywiadzie, że The Virgin właśnie przygotowuje się do trzeciego albumu i koncertu. Z okazji 10-lecia grupy w 2019 duet wypuścił album The Best Of The Virgin One Decade z największymi przebojami oraz z dwiema całkiem nowymi piosenkami „Diakah Jodohku” i „Yang Terbaik”, które są również singlami. Duet powiedział w wywiadzie, że singel „Yang Terbaik” jest wyjątkowy, ponieważ oznacza dekadę zaangażowania, a Mita i Dara dedykują go wszystkim fanom za lojalność i wsparcie przez cały ten czas. Mało tego, ten singel jest dowodem na to, że The Virgin wciąż istnieje i nie jest rozwiązane. W 2020 The Virgin razem z wytwórnią Nagaswara wydali singel zatytułowany „Sampai Mati”, Mita ujawniła w wywiadzie, że piosenkę pisała razem ze swoją siostrą Yuką. W 2021 wydały singel „Tak Ingin Menggantikannya”.

## Członkinie
| Pseudonim | Prawdziwe imię        | Data urodzenia  |
| --------- | --------------------- | --------------- |
| Mita      | Cameria Happy Pramita | 2 stycznia 1986 |
| Dara      | Dara Rizki Ruhiana    | 9 sierpnia 1991 |

## Dyskografia

### Albumy kompilacyjne
| New Beginning 09 - Rok wydania: 2009 - Wytwórnia: Nagaswara, Republik Cinta Records - Format: CD            |
| Bebi Romeo Various Artist - Rok wydania: 2011 - Wytwórnia: Mega Music, Music Factory Indonesia - Format: CD |

### Albumy studyjne
| Yes I Am! - Rok wydania: 2011 - Wytwórnia: Nagaswara - Format: CD, digital download                                               |
| Positive Negative - Rok wydania: 2014 - Wytwórnia: Nagaswara, Swaradewanaga, Republik Cinta Record - Format: CD, digital download |
| The Best Of The Virgin One Decade - Rok wydania: 2019 - Wytwórnia: Nagaswara - Format: CD, digital download                       |